# Synagoga Leszczyńska we Wrocławiu (ul. Karola 30)
Synagoga Leszczyńska we Wrocławiu – nieistniejąca synagoga terytorialna, która znajdowała się we Wrocławiu, przy ulicy Karola 30.
Synagoga została założona w 1749 roku. Została przeniesiona ze starej siedziby mieszczącej się przy ulicy Szajnochy 7-8. Uczęszczały do niej głównie osoby pochodzące z regionu leszczyńskiego.
W 1817 roku synagoga została z powrotem przeniesiona do dawnej siedziby, mieszczącej się przy ulicy Szajnochy 7-8.